# Fluvitrygon kittipongi
Fluvitrygon kittipongi ist ein kleiner, im Mae Klong und im Chao Phraya im westlichen und mittleren Teil der Zentralregion von Thailand und möglicherweise auch im Pahang auf der malaiischen Halbinsel in Malaysia vorkommender Stechrochen.

## Merkmale
Fluvitrygon kittipongi ähnelt Fluvitrygon signifer, bleibt mit einer maximalen Breite der Körperscheibe von 28,5 cm aber wesentlich kleiner und hat eine andere Färbung. Die Körperscheibe ist nur wenige länger als breit. Die Oberseite der Körperscheibe und der Bauchflossen sind einfarbig grau, lohfarben oder orange-braun, die Unterseite ist weißlich, ihr Rand schwarz. In der Rückenmitte befinden sich einige vergrößerte Dornen. Von dort bis zur Basis der Schwanzstachel erstreckt sich eine Dornenreihe. Die Augen sind kleiner als die tropfenförmigen Spritzlöcher. Die kleinen Zähne sind im Oberkiefer in 4 oder 5 und im Unterkiefer in 14 oder 15 Reihen angeordnet. Die Zähne sind für gewöhnlich weiß, bei älteren Exemplaren sind die äußeren Zähne orangebraun. Der Schwanz ist ohne Hautfalten und trägt ein bis zwei Stacheln. Bei allen für die Erstbeschreibung untersuchten Exemplaren war der Schwanz nicht vollständig, möglicherweise eine Folge von Attacken von Kugelfischen (Pao cf. leiurus und Dichotomyctere. cf. nigroviridis).

## Lebensraum und Gefährdung
Fluvitrygon kittipongi lebt in reinem Süßwasser in Flussabschnitten oberhalb des Einflusses der Gezeiten. Die Rochenart scheint Flussabschnitte mit sandigem oder sandig-schlammigen Untergrund zu bevorzugen, während Fluvitrygon signifer vor allem auf schlammigen Böden vorkommt. Da die Art in den stark befischten und verschmutzten Flüssen oft als Beifang gefangen wird, das Verbreitungsgebiet weniger als 5000 km² groß ist und sie dort nur von zwei oder drei Örtlichkeiten bekannt ist gilt sie als stark gefährdet (Endangered).

## Systematik
Die Rochenart wurde im Jahr 2005 durch den thailändischen Ichthyologen Chavalit Vidthayanon und seinen amerikanischen Kollegen Tyson R. Roberts unter der Bezeichnung Himantura kittipongi erstmals wissenschaftlich beschrieben und nach dem Fischexporteur Khun Jarutan Kittipong benannt, der die fünf Typusexemplare gefangen hat, die man für die Erstbeschreibung untersucht hat. Im Jahr 2016 wurde für drei südostasiatische Süßwasserrochenarten die Gattung Fluvitrygon eingeführt.

## Belege
1. 1 2  Fluvitrygon kittipongi in der Roten Liste gefährdeter Arten der IUCN 2016. Eingestellt von: Vidthayanon, C. & Manjaji, M., 2007. Abgerufen am 8. November 2019.
2. 1 2  Last, P.R., Naylor, G.J.P. & Manjaji-Matsumoto, B.M. (2016): A revised classification of the family Dasyatidae (Chondrichthyes: Myliobatiformes) based on new morphological and molecular insights. Zootaxa, 4139 (3): 345–368. doi: 10.11646/zootaxa.4139.3.2, Seite 360.
3. 1 2  C. Vidthayanon & T.R. Roberts (2005). Himantura kittipongi, a new species of freshwater whiptail stingray from the Maekhlong River of Thailand (Elasmobranchii, Dasyatididae). Natural History Bulletin of the Siam Society. 53 (1): 123–132. PDF